# Ессекс (округ, Нью-Йорк)
Шаблон:StateAbbr_ 44°07′ пн. ш. 73°46′ зх. д. / 44.11° пн. ш. 73.77° зх. д.
Округ Ессекс (англ. Essex County) — округ (графство) у штаті Нью-Йорк, США. Ідентифікатор округу 36031.

## Історія
Округ утворений 1799 року.

## Демографія
За даними перепису 
2000 року 
загальне населення округу становило 38851 осіб, зокрема міського населення було 9718, а сільського — 29133.
Серед мешканців округу чоловіків було 20141, а жінок — 18710. В окрузі було 15028 домогосподарств, 9832 родин, які мешкали в 23115 будинках.
Середній розмір родини становив 2,93.
Віковий розподіл населення поданий у таблиці:
| Стать    | До 15 років | 15-21 | 22-29 | 30-39 | 40-49 | 50-65 | 65-85 | Понад 85 |
| -------- | ----------- | ----- | ----- | ----- | ----- | ----- | ----- | -------- |
| Чоловіки | 3648        | 1685  | 2079  | 3401  | 3370  | 3326  | 2417  | 215      |
| Жінки    | 3524        | 1456  | 1452  | 2590  | 2865  | 3228  | 3031  | 564      |

## Виноски
1. ↑  U.S. Decennial Census. United States Census Bureau. Архів оригіналу за 26 квітня 2015. Процитовано 4 січня 2015.
2. ↑  Historical Census Browser. University of Virginia Library. Архів оригіналу за 11 серпня 2012. Процитовано 4 січня 2015.
3. ↑  Population of Counties by Decennial Census: 1900 to 1990. United States Census Bureau. Архів оригіналу за 19 лютого 2015. Процитовано 4 січня 2015.
4. ↑  Census 2000 PHC-T-4. Ranking Tables for Counties: 1990 and 2000 (PDF). United States Census Bureau. Архів оригіналу (PDF) за 18 грудня 2014. Процитовано 4 січня 2015.
5. ↑  State & County QuickFacts. United States Census Bureau. Архів оригіналу за 7 червня 2011. Процитовано 11 жовтня 2013.(англ.) Наведено за англійською вікіпедією.
6. ↑  American FactFinder. Бюро перепису населення США. Архів оригіналу за 21 травня 2008. Процитовано 31 січня 2008.

| США | Це незавершена стаття з географії США. Ви можете допомогти проєкту, виправивши або дописавши її. |